# Bolkhov

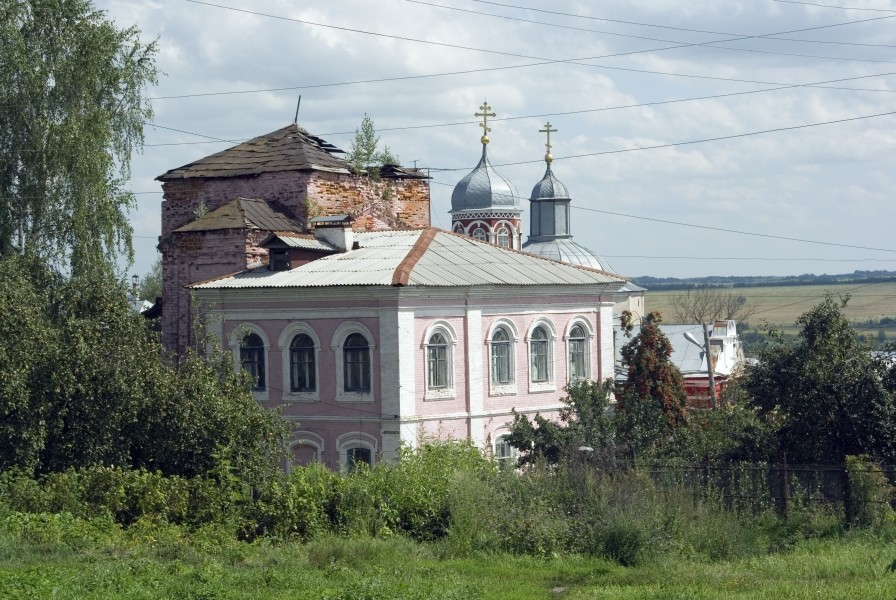

Bolkhov (em russo:  Болхов) é uma pequena cidade do Oblast de Oriol, Rússia, localizada às margens do rio Nugr, tributário do Oka. A cidade fica a 56 km da capital - Oriol. A população tem decrescido: era de 20.703 habitantes, em 1897 ; em 1969, passou a 12.800 e a 12.148, segundo o Censo Russo de 2002. 
Bolkhov existe desde o século XIII. Depois da invasão mongol da Rússia, tornou-se a sede de uma dinastia de príncipes, cuja descendência vai até o século XIX.
No século XVI, Bolkhov tornou-se uma praça-forte para a defesa de Moscou contra os tártaros no sul. Lá o exército de Vassili IV foi derrotado pelo Falso Dimitri II, em 1608
Bolkhov preserva quatro igrejas  datadas da virada do século XVIII, incluindo a catedral de cinco domos do Mosteiro da Trindade  (1688-1706). Mas a maior igreja da cidade é a Catedral da Transfiguração do Salvador, construída entre 1841 e 1851, segundo projeto de um dos discípulos do famoso arquiteto Konstantin Thon.